# Tata Daewoo Commercial Vehicle
Tata Daewoo Commercial Vehicle (ou TDCV, 타타대우상용차) foi fundada como 2003 em Gunsan, Jeollabuk-do, Coreia do Sul. Após mudar seu nome para GMK (General Motors Korea) Motor Commercial Vehicle Division em 1972, a empresa foi comprada pela 1982 o Grupo Daewoo ganhou seu controle e mudou o nome da joint venture para Daewoo Motor Commercial Vehicle Division. No início dos anos a companhia iniciou uma forte expansão por em vários mercados do mundo. Até camião modelos eram baseado da Tata Motors.

## História de Camião modelos
- GMK/Chevrolet/Isuzu Truck (GM Korea Motor Company, 1971)
- SMC Truck (Saehan Motor Company, 1976)
- Elf (Saehan Motor Company, 1976)
- Daewoo Truck (Daewoo Motor Company, 1983)
- Elf New Model (Daewoo Motor Company, 1986)
- Daewoo Truck New Model (Daewoo Motor Company, 1986)
- Daewoo Truck Super New Model (Daewoo Motor Company, 1993)
- Daewoo Chasedae Truck (Daewoo Motor Company, 1995)
- Daewoo Novus Truck (Tata Daewoo, 2004)